# Florence Hawley Ellis
Florence May Hawley Ellis (* 17. September 1906 in Cananea, Mexiko; † 1991) war eine US-amerikanische Anthropologin und Archäologin. Sie war eine der ersten Expertinnen für Dendrochronologie und trug maßgeblich dazu bei, diese Methode in der Archäologie zu etablieren.

## Leben
Florence Hawleys Vater war ein Chemiker, der in der vom Kupferbergbau geprägten Stadt Cananea arbeitete. Die Unruhen der Mexikanischen Revolution veranlassten die Familie, nach Miami zu ziehen.
Florence Hawley besuchte die University of Arizona, wo sie 1927 ihren Bachelor-Abschluss in Englisch und Anthropologie machte. 1928 erhielt sie ihren Master-Abschluss für eine Arbeit über prähistorische Keramik in Arizona. Gemeinsam mit ihrem Vater arbeitete sie an chemischen Analysen der Keramikbemalung, einer damals noch wenig angewandten Methode.
Von 1928 bis 1933 lehrte sie an der University of Arizona. Dort besuchte sie außerdem Seminare über die neue Methode der Dendrochronologie bei deren Begründer Andrew Ellicott Douglass. Als die Universität 1933 aufgrund der „Great Depression“ einen Großteil ihres Lehrpersonals entlassen musste, beschloss Hawley, ihre Ersparnisse einzusetzen, um ihre Dissertation über die Besiedlungsgeschichte des Chaco Canyon zu beenden. Ihren Ph.D. erhielt sie 1934 von der University of Chicago. Für ihre Analyse nutzte sie eine Kombination archäologischer und dendrochronologischer Daten sowie statistische Ansätze (besonders den Chi-Quadrat-Test) und gehörte damit zu den ersten, die diese Methoden in der Archäologie anwandten.
1934 erhielt Florence Hawley eine Professur an der University of New Mexico. 1936 heiratete sie den Archäologen Donovan Senter, mit dem sie eine Tochter bekam. 1947 ließen sie sich scheiden. 1950 heiratete Hawley den Historiker Bruce Ellis.
Bis zu ihrer Emeritierung 1971 lehrte Hawley an der University of New Mexico. Sie gab unter anderem Kurse über Dendrochronologie und arbeitete an einer dendrochronologischen Sequenz für den Südwesten der USA. Während ihrer gesamten Hochschulkarriere setzte sie sich für gleiche Bezahlung und Anerkennung von Frauen in der Wissenschaft ein.
Nach Hawley ist das Florence Hawley Ellis Museum of Anthropology bei Abiquiú in New Mexico benannt.

## Schriften
- The Significance of the Dated Prehistory of Chetro Ketl, Chaco Cañon, New Mexico. University of New Mexico Press, Albuquerque 1934.
- Field Manual of Prehistoric Southwestern Pottery Types. University of New Mexico, Albuquerque 1936.
- Classification of Black Pottery Pigments and Paint Areas. University of New Mexico Press, Albuquerque 1938 (mit Fred G. Hawley).
- Tree-ring Analysis and Dating in the Mississippi Drainage. University of Chicago Press, Chicago 1941.
- A Reconstruction of the Basic Jemez Pattern of Social Organization. With Comparisons to Other Tanoan Social Structures. University of New Mexico Press, Albuquerque 1964.
- An Anthropological Study of the Navajo Indians. Garland, New York 1974, ISBN 0-8240-0703-4.
- Anthropological Data Pertaining to the Taos land Claim. Garland, New York 1974, ISBN 0-8240-0725-5.
- Anthropology of Laguna Pueblo Land Claims. Garland, New York 1974, ISBN 0-8240-0727-1.
- Archaeologic and Ethnologic Data. Acoma-Laguna Land Claims. Garland, New York 1974, ISBN 0-8240-0726-3.
- The Hopi. Their History and Use of Lands. Garland, New York 1974, ISBN 0-8240-0706-9.
- From Drought to Drought. An Archaeological Record of Life Patterns as Developed by the Gallina Indians of North Central New Mexico (A.D. 1050 to 1300). Sunstone Press, Santa Fe 1988, ISBN 0-86534-120-6.
- San Gabriel del Yungue as seen by an Archaeologist. Sunstone Press, Santa Fe 1989, ISBN 0-86534-129-X.